# Michael Beran
Michael Beran (* 4. října 1980 Brno) je český herec.

## Život
Narodil se v Brně. Jeho otec je kytarista, i zbytek rodiny je hudebně založený. V dětství chodil do dramatického kroužku. Poprvé se objevil před kamerou v komparsu v první sérii Četnických humoresek. K filmování se dostal přes účinkování v Městském divadle v Brně (Všechno je v zahradě, West Side Story, Arkádie, Bouře, Marná lásky snaha, Vlasy).
V letech 1995–2001 absolvoval hudebně dramatický obor na Konzervatoři Brno a v letech 2003–2006 vystudoval divadelní manažerství na Divadelní fakultě Janáčkovy akademie múzických umění v Brně. V roce 2007 začal pracovat v České televizi v produkci hrané tvorby.

## Filmografie
- Pelíšky (1999)
- Otec neznámý aneb Cesta do hlubin duše výstrojního náčelníka (2001)
- O ztracené lásce (2001)
- Místo nahoře (2002)
- Vetřelci v Coloradu (2002)
- Napola: Hitlerova elita (2004)
- Snowboarďáci (2004)
- Ordinace v růžové zahradě (2005)
- Poslední sezona (2006)
- Ro(c)k podvraťáků (2006)
- Ať žijí rytíři! (2009)
- Korunní princ (2015)